# Farmington (Delaware)
Farmington város az USA Delaware államában. Lakosainak száma 92 fő (2020. április 1.).

## Történet
Farmingtont eredetileg Flatiron néven hozták létre 1855-ben, amikor a vasút ezen a helyen egy kereszteződésben állomást épített.  Postát 1858-ban alapítottak. A város 1868-tól 1878-ig a Farmington Akadémia helyszíne volt. Az 1880-as években Farmingtonban 300 ember lakott, és konzerv- és gyümölcspárologtató üzemeknek adott otthont. A Tharp-ház 1973-ban került be a történelmi helyek nemzeti nyilvántartásába.

## Demográfia
Az utolsó népszámlálás adatai alapján a lakók 99%-a fehér, 1% Latin-amerikai